# Pouteria briocheoides
Pouteria briocheoides  es una especie de planta en la familia Sapotaceae. Es un árbol endémico de Guatemala que fue únicamente registrado en el departamento de Petén. Crece en bosque alta en asociación con Manilkara zapota, y puede alcanzar una altura de 15 m.

## Descripción
Son árboles que alcanzan un tamaño de hasta 16 m de altura. Vástagos densamente tomentosos, con tricomas pardo-dorados, bastante persistentes, finalmente glabros, pardo pálido, descamándose, sin lenticelas. Hojas  de 15-24 × 5.3-6.5 cm, agrupadas, dispuestas en espiral, oblanceoladas, cartáceas, las hojas maduras glabras en el haz, el envés con un tomento residual a lo largo de la vena central y las nervaduras secundarias, la base largamente atenuada, angostamente cuneada o aguda, el ápice angostamente atenuado. Flores 2-3, en fascículos axilares y por debajo de las hojas, bisexuales?, blanquecinas; pedicelo 0-0.5 mm, densamente tomentoso; sépalos 4, c. 4.5 mm, el par externo ovado, tomentoso abaxialmente, el ápice agudo, el par interno oblongo, glabro abaxialmente, el ápice redondeado. Fruto  oblado-esferoidal, densamente tomentoso, la base truncada, densamente tomentosa, el ápice obtusamente cónico. Semilla (no vista, descrita por Lundell) de 1 cm, elipsoidal; cicatriz de 6 mm, lateral.

## Taxonomía
Pouteria briocheoides fue descrita por Cyrus Longworth Lundell y publicado en Wrightia 5(8): 320–321. 1976.